# Acanthocladium
Acanthocladium là một chi thực vật có hoa trong họ Cúc (Asteraceae).

## Loài
Chi Acanthocladium gồm các loài: